# Epiphanios Perialas
Metropolit Epiphanios (* als Constantine Perialas am 23. Januar 1935 in Ithaca, New York; † 9. Mai 2011 ebenda) war ein orthodoxer Erzbischof und Metropolit von Spanien und Portugal.

## Leben
Er studierte Theologie und Philosophie an der Hellenic College Holy Cross Greek Orthodox School of Theology in Brookline (Massachusetts) und an der Syracuse University. Später graduierte er in Bildungsmanagement an der Harvard Business School und besuchte die Cornell University und Fordham University.
Von 1959 bis 1984 war er in verschiedensten Positionen in der Kirche tätig. Ab 1961 lehrte er Speech Communication am Ithaca College. Nach seiner Priesterweihe 1984 wurde er Pfarrer von St. Catherine in Ithaca. 1985 wurde er zum Archimandriten ernannt. 1999 wurde er Pfarrer der Gemeinde Dormition of the Virgin Mary in St. Clair Shores, Michigan.
Am 12. April 2003 wurde er vom Heiligen Synod des Ökumenischen Patriarchats von Konstantinopel zum ersten Metropoliten von Spanien und Portugal gewählt und durch Demetrios, Primus der orthodoxen Erzdiözese von Amerika und Exarch des atlantischen und pazifischen Ozeans des Ökumenischen Patriarchats von Konstantinopel, zum Bischof geweiht.
2007 gab er seinen Rücktritt aus gesundheitlichen Gründen bekannt und wurde zum Titularbischof von Bryoula ernannt.